# Волго-Уральский нефтегазоносный бассейн
Волго-Уральский нефтегазоносный бассейн занимает территорию между Волгой и Уралом, располагается на территории Татарстана, Башкортостана, Удмуртии, Саратовской, Самарской, Волгоградской, Астраханской и части Оренбургской областей, а также Пермский край. Площадь — около 700 тыс. км².
В результате геологоразведочных работ было открыто 212 нефтяных месторождений и 19 газовых месторождений, что составляет 46 % всех открытых нефтяных месторождений России на суше. Наиболее крупные месторождения нефти — Ромашкинское, Альметьевское, Бугуруслан, Шкаповское, Туймазинское, Ишимбаевское, Мухановское, Яринское. Нефть залегает на глубине от 1500 до 2500 метров. Нефть имеет высокую сернистость, большое содержание парафина и смол. Добывается в основном фонтанным способом. Крупные газоконденсатные месторождения в Оренбургской (45 млрд м³.) и в Астраханской области. Недостатком этих месторождений является повышенное содержание сероводорода, что требует использование экологически чистой технологии. Запасы природного газа также велики и в Саратовской и Волгоградской областях. Открыты месторождения в Калмыкии.